# Zamach na Władysława Gomułkę
Zamach na Władysława Gomułkę − nieudany zamach na I sekretarza KC PZPR Władysława Gomułkę przeprowadzony 3 grudnia 1961 roku. Miejscem zamachu było osiedle Zagórze w Zagłębiu Dąbrowskim (obecnie dzielnica Sosnowca).

## Zamach
Podobnie jak zamach na Nikitę Chruszczowa i Władysława Gomułkę z 1959 roku, ten zamach został przeprowadzony przez Stanisława Jarosa. Jaros zaplanował zamach kilkaset metrów od miejsca poprzedniego, podobnie jak poprzednim razem było to możliwe dzięki podaniu przez prasę szczegółowych informacji o programie wizyty. Bomba wybuchła tym razem znacznie bliżej kolumny, ale nie zabiła ani nie raniła nikogo z oficjeli. W zamachu ucierpiały dwie osoby, które zostały ranne – górnik i dziecko. Według innych informacji, mężczyzna ten zmarł w szpitalu. Uszkodzony został także rządowy samochód, jednak według wspomnień ministra spraw wewnętrznych Franciszka Szlachcica była to kolumna wysłana dla zmylenia ewentualnych zamachowców. Jednocześnie inne źródła nie potwierdzają istnienia takich kolumn.

## Śledztwo
Jeszcze tego samego dnia na miejsce zamachu dotarli funkcjonariusze MSW z Warszawy. Założono, że sprawcą jest osoba odpowiedzialna za zamach z 1959 roku. Tym razem również śledztwo objęło wiele osób, ale dzięki ustaleniom milicyjnych techników stwierdzono, że tak skomplikowany ładunek wybuchowy wymagał dużej wiedzy o pirotechnice oraz wiele czasu poświęconego na budowę. Na przewodach zasilających bombę znaleziono ślady obcęgów i na podstawie obecnych mikrośladów rozpoczęto poszukiwania osoby będącej w posiadaniu takiego samego narzędzia. W ostatniej chwili do listy osób objętych inwigilacją oraz przeszukaniem dodano faktycznego sprawcę.
20 grudnia aresztowana została jednak inna osoba, od której uzyskano dzięki konfidentowi informację, że podejrzewa ona Jarosa. Sam Jaros został aresztowany dopiero 28 grudnia, gdy otrzymano wyniki badań mikrośladów narzędzi. Aresztowany przyznał się do obu zamachów dopiero 8 stycznia, złożył wówczas obszerne zeznania, zapewniając, że jego celem nie było zabójstwo Gomułki, a jedynie demonstracja.
Proces rozpoczął się 9 maja 1962 roku, Jaros został uznany winnym i skazany na śmierć. Powieszony został 5 stycznia 1963 roku.